# Campana (viento)

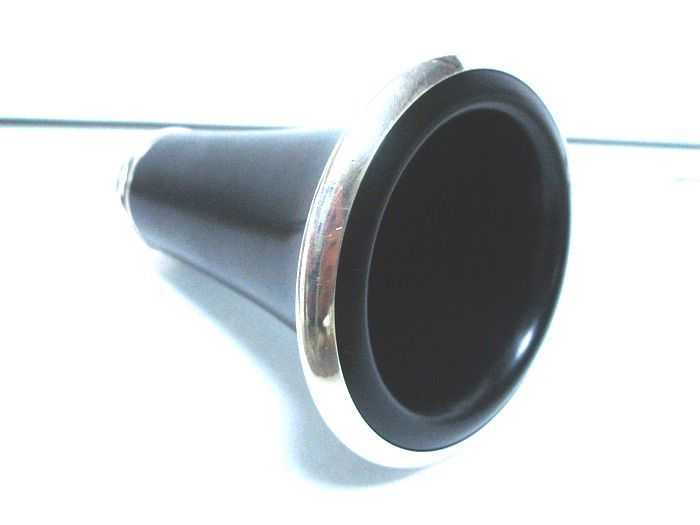
Campana de clarinete.

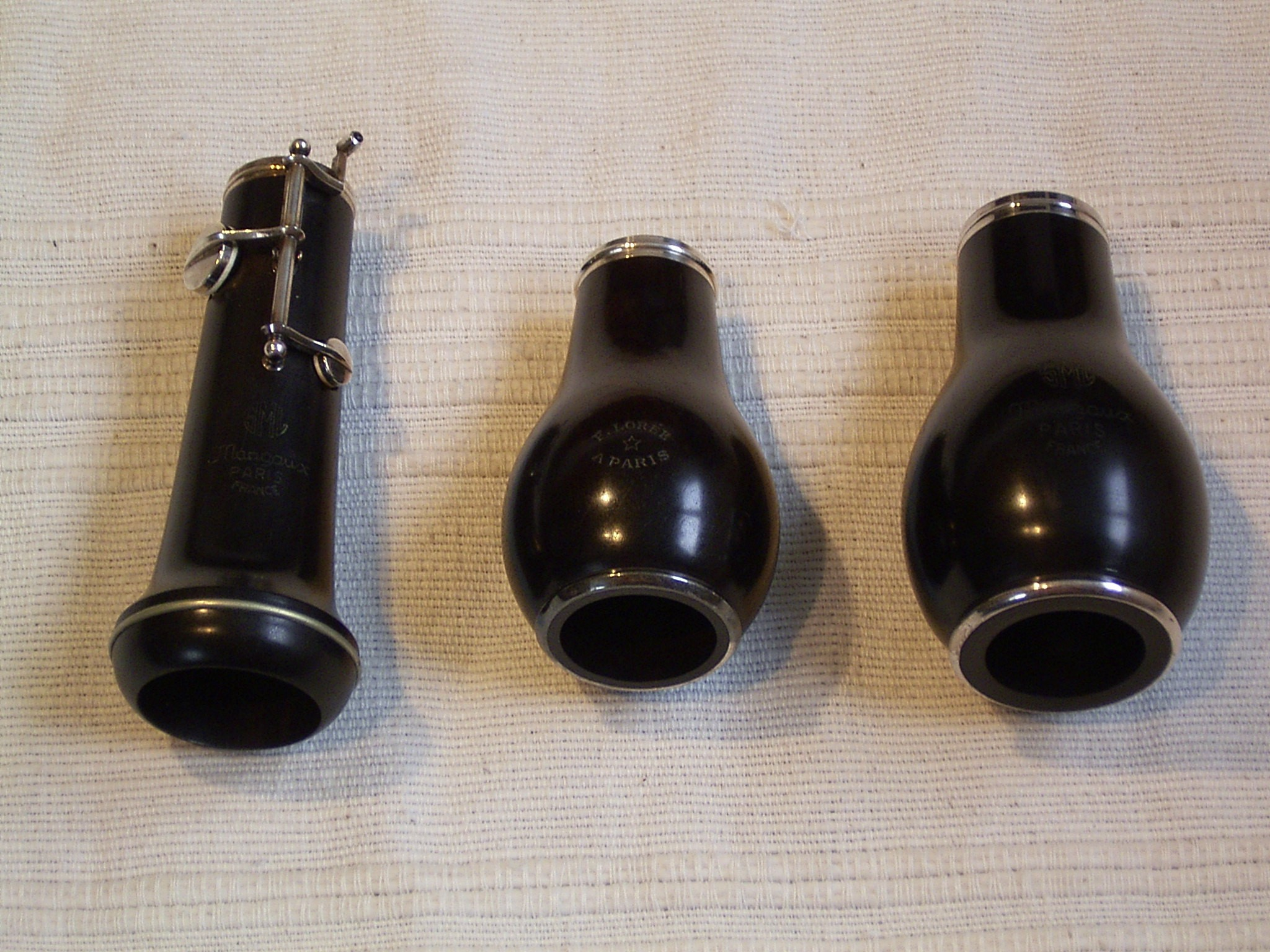
Campanas de oboe, oboe d'amore y corno inglés.

La campana de un instrumento de viento es la obertura redonda y acampanada situada en sentido opuesto a la embocadura. Se encuentra en trompas, trompetas y muchos otros tipos de instrumentos. En instrumentos de metal, la unión acústica desde el taladaro hasta el aire exterior ocurre en la campana para todas las notas, y la forma de la campana optimiza este acople. En instrumentos de viento-madera, la mayoría de las notas se producen al abrir los agujeros superiores; solo en notas más graves es necesaria la campana parcial o totalmente, y su función en este caso es la de mejorar la consistencia del tono entre estas notas y las otras.
- Datos: Q1758937
- Multimedia: Wind instrument bells / Q1758937